# Beyond Coal
Le mouvement Beyond Coal est une campagne menée par le groupe environnemental Sierra Club pour promouvoir les énergies renouvelables afin de remplacer le charbon. 

## Objectifs
Leur objectif principal est de fermer les centrales au charbon aux États-Unis, dont au moins un tiers des plus de 500 centrales au charbon du pays d'ici 2020, et de les remplacer par des sources d'énergie renouvelables. La campagne est également active dans d'autres pays ; par exemple, le mouvement essaye d'empêcher la construction de la centrale thermique Kosovo C près de Pristina, au Kosovo ; à cette fin, ils ont collaboré avec l'universitaire et conseiller climatique de l'administration Obama, Dan Kammen. D'autres objectifs incluent le maintien du charbon dans le sol, en particulier dans les Appalaches et le bassin de la rivière Powder, où se trouvent la majorité des réserves de charbon américaines, et la prévention de l'exportation du charbon d'Amérique.
La campagne a reçu au moins 80 millions de dollars de Michael Bloomberg et de sa fondation philanthropique, Bloomberg Philanthropies. Au cours de la première présidence de George W. Bush, un groupe de travail sur l'énergie réuni par Dick Cheney a préconisé la construction de 200 nouvelles centrales au charbon aux États-Unis, avertissant que si elles n'étaient pas construites, le pays tout entier serait confronté à des délestages comme la Californie venait de le vivre à l'époque. Sous l'administration Bush, la campagne Beyond Coal a empêché la construction de 170 des 200 centrales.

## Europe Beyond Coal
En novembre 2017, une campagne similaire, intitulée Europe Beyond Coal, a été lancée en Europe. Cette campagne s'inspire de la campagne américaine Beyond Coal mais en est indépendante. Europe Beyond Coal est une alliance de groupes de la société civile qui s'efforcent de catalyser la fermeture des mines de charbon et des centrales électriques, d'empêcher la construction de tout nouveau projet de charbon et d'accélérer la transition juste vers les énergies propres et renouvelables et l'efficacité énergétique. Plus de 30 ONG, dont Greenpeace, WWF, EEB, Climate Action Network Europe et bien d'autres, participent à la campagne européenne[source insuffisante].